# Хорсун Семен Трохимович
Хорсун Семен Трохимович (1907, с. Новоолександрівка Катеринославської губернії — 12.1976, Київ) — співробітник ОГПУ-НКВД-НКГБ-МГБ, полковник.

## Біографія
Народився в сім'ї селянина. За нацією українець. В Компартії з серпня 1929.
Освіта: Львівський педагогічний інститут, закінчив у 1952 р.
Мастильник на млині Гуревича, Новоолександрівка 11.1921 р. – 08.1923 р.; 
помічник машиніста на млині Гуревича 08.1923–07.1924 рр.; помічник машиніста металургійного заводу ім. Петровського, Катеринослав 07.1924–10.1929 рр.
В ВМФ: учень шифрувальника штабу Морських сил Чорного моря, Севастополь 10.1929–11.1930 рр.
Машиніст металургійного заводу ім. Петровського, Дніпро 11.1930–04.1931 рр.

## В органах ОГПУ–НКВД–НКДБ–МДБ–МВС–КДБ
- слухач Центральної школи ОГПУ, Москва;
- 04.–12.1931 р.;
- співробітник Повноважного Представництва ОГПУ по Середньоволзькому краю 12.1931–03.1933 рр.;
- заступник начальника політвідділу Богатовської МТС по роботі ОГПУ-НКВС, Борський р-н Середньоволзького краю 03.1933–09.02.1935 рр.;
- співробітник УНКВС Ленінградської обл. 03.1935–02.1937 рр.;
- Оперуповноважений УГБ УНКВС Ленінградської обл. 02.1937–08.1938 рр.;
- пом. нач. від. УДБ УНКВС Ленінградської обл. 08.1938–02.1939 рр.;
- заступник начальника слідчої частини УНКВС–УНКДБ Ленінградської обл. 02.1939–07.1941 рр.;
- в резерві відділу кадрів УНКВС, Ленінград
- 0719-1 р.1.41;
- заступник начальника розвідвідділу УНКВС Ленінградської обл. 11.1941–26.01.1943 рр.;
- заступник начальника 4 від. УНКВС–УНКДБ Ленинградської обл. 26.01.1943–10.01.1945 рр.;
- нач. від. УНКДБ–УМДБ Тернопільської обл. 10.01.1945–04.1947 рр.;
- нач. від. «2-Н» і заст. нач. УМДБ Тернопільської обл. 04.1947–31.12.1949 рр.;
- заступник начальника УМДБ Тернопільської обл. з основних питань 31.12.1949–16.03.1953 рр.;
- заступник начальника УМВС Тернопільської обл. 30.04.–11.06.1953 р.;
- нач. УМВС Тернопільської обл. 11.06.1953–26.06.1954 рр.;
- в.о. нач. УКДБ Тернопільської обл. 16.06.-09.08.1954 р.;
- заступник начальника УКДБ Тернопільської обл. 09.08.-12.1954 р.

Пенсіонер, Тернопіль 12.1954–01.1955, Київ з 01.1955.

## Військові звання
- мол. лейтенант ДБ 23.03.1936 р.
- ст. лейтенант ДБ 22.06.1939 р. (з мол. лейтенанта);
- капітан ДБ 16.07.1942 р.;
- підполковник ДБ 11.02.1943 р.;
- полковник (згадується 30.04.1953 р.).

## Нагороди
2 ордени Червоного Прапора
29.10.1948 р.
 , 24.11.1950 р. 
- Орден Вітчизняної війни 1 ступеня 04.12.1945 р.;
- 2 ордени Червоної Зірки 18.05.1942 р., 30.04.1946 р.;
- 6 медалей.